# Espresso

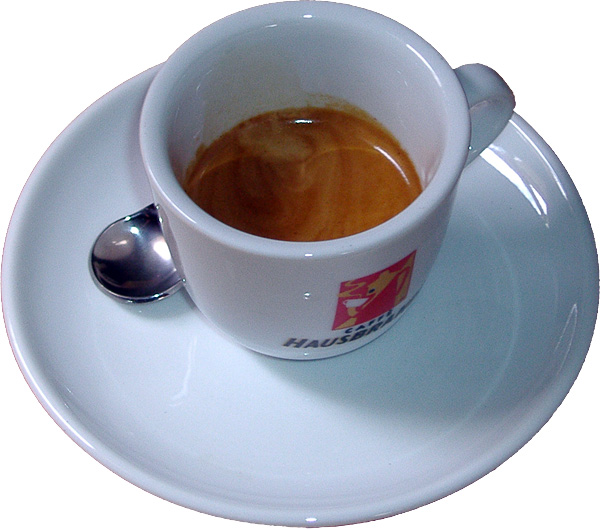
Espresso

Espresso [ˌɛsˈpʀɛso] ⓘ ist eine aus Mailand stammende Kaffeezubereitungsart, bei der heißes Wasser mit hohem Druck durch sehr fein gemahlenes Kaffeemehl aus gerösteten Kaffeebohnen gepresst wird.
Das Verfahren ergibt einen konzentrierten Kaffee, auf dem sich eine dichte, haselnussbraune Schaumschicht – die Crema – befindet, die zu seinem Aroma beiträgt. Durch die starke Röstung enthält das Kaffeemehl für Espresso weniger Koffein als eine gleiche Menge Kaffeemehl für Filterkaffee. Entsprechend ist bei den typischen Portionsgrößen auch die Koffeinmenge pro Tasse Espresso geringer als pro Tasse Filterkaffee. Lediglich die Konzentration von Koffein ist höher, da bei der Zubereitung weniger Wasser verwendet wird (typischerweise 25 ml Wasser beim Espresso, jedoch 125 ml beim Filterkaffee).
Espresso wird meistens in kleinen, dickwandigen und idealerweise vorgewärmten Tassen mit ungefähr 40 ml Fassungsvermögen serviert. Manchmal und auf Wunsch wird Espresso allerdings auch in einem Glas serviert, diese Zubereitungsweise wird Caffè in vetro ‚Kaffee im Glas‘ genannt. Er wird gesüßt oder ungesüßt getrunken.
Espresso ist die häufigste Zubereitungsart für Kaffee in Südeuropa, insbesondere in Italien, Spanien, Portugal und Frankreich. In diesen Ländern erhält man einen Espresso, wenn man Kaffee bestellt: italienisch caffè, französisch café, spanisch café, portugiesisch café, griechisch καφές, bulgarisch кафе, kroatisch kava.
In der Schweiz wird meist Espresso zubereitet, in der Deutschschweiz am häufigsten als espresso lungo (deutsch Café crème: Verlängerter, Kaffee), in der Westschweiz und der italienischsprachigen Schweiz als normaler Espresso.
In Österreich wird der Espresso als „Mokka“ bezeichnet. Der Name wurde früher für den mit Karlsbader Kanne gefilterten schwarzen Kaffee verwendet und seit dem Aufkommen der Espressomaschinen auf diese Variante des kurzen, schwarzen Kaffees erweitert.

## Herkunft und Etymologie
Seine Wurzeln hat der Espresso in Italien, wo diese Art der Kaffeezubereitung um 1900 in Mailand aufkam. Dort wurde er vor der Einführung anderer Methoden ausschließlich mit Dampf zubereitet und in Bars nur am Tresen serviert.
Die Bezeichnung espresso geht auf zwischen 1840 und 1870 hergestellte sogenannte „Kaffeelokomotiven“ zurück. Deren Bezeichnung spielt auf die Analogie der Kaffeezubereitung mit Dampf und einer Dampflokomotive an. Der Mailänder Luigi Bezzera konnte auf die Popularität der Assoziation von Kaffee mit dampfbetriebenen Expresszügen zurückgreifen, als er 1901 die erste Maschine für caffè espresso patentieren ließ. Das Wort espresso ist demnach eine Entlehnung aus dem Englischen, wo die Bezeichnung express für Schnellzug seit Mitte des 19. Jahrhunderts belegt ist.
In verschiedenen Sprachräumen wird espresso mit „x“ geschrieben, etwa in Spanien (café expreso), Portugal (café expresso) und Rumänien (cafea expres).

## Die Espresso-Bohne
Espresso wird in der Regel aus dunkler gerösteten Mischungen – oft mit einem etwas höheren Robusta-Anteil - hergestellt. Durch die dunkle Röstung verliert die Bohne einen Großteil ihrer geschmacklich wahrnehmbaren Säuren – deutlich mehr als bei der helleren Filterkaffeeröstung. Das ist gewollt, denn durch die Zubereitung unter hohem Druck lösen sich die Säuren überproportional schnell. Ein Espressogetränk aus hellem Kaffeemehl ist deutlich sauer. Dieser scheinbare Widerspruch zum traditionellen Espresso kann aber auch bewusst angestrebt werden: Helle Espressoröstungen mit fruchtigen Noten liegen seit einiger Zeit im Trend.
Mit zunehmendem Röstgrad kommt es auch zu einer Verschiebung im Bitterkeitsprofil. Während sich im Verlauf der Röstung (helle bis mittlere Röstgrade) zunächst „weiche“ Bitterelemente bilden, sind diese bei dunkleren Röstungsproben weitgehend abgebaut und es dominieren vermehrt gebildete „harsche“ Bitterelemente.
Robusta-Bohnen gelten als weniger aromatisch als Arabica-Bohnen, verleihen dem Espresso-Getränk aber einen volleren Körper und damit die für Espresso typische Schwere. Außerdem ist es mit einem Robusta-Anteil bei der Zubereitung wesentlich einfacher, eine gute Crema zu erzielen als mit einer reinen Arabica-Mischung.

## Qualitätskriterien

### Röstung
Mit dem Röstvorgang entsteht aus dem Naturprodukt der Ausgangsstoff. Bis 150 °C verlieren die Bohnen Wasser, ab 160 °C beginnt die Röstung, bei der eine Vielzahl chemischer Reaktionen abläuft. Je Kilogramm Bohnen entstehen bis zu 12 Liter bzw. 24 Gramm CO2. Bei Temperaturen von 160 °C bis 240 °C führt dieses Gas wegen der relativ dicken Zellwände zu einem Überdruck von bis 25 bar in den Zellen und die gewünschten Prozesse laufen ab. Vor allem reagieren die Aminosäuren und die einfachen Zucker (Galactose, Glucose, Arabinose und Saccharose) und Trigonellin und Chlorogensäuren werden abgebaut, dazu Lipide und Koffein kaum verändert. Für Espresso werden dunkler geröstete Sorten bevorzugt, da der Gehalt an adstringierend schmeckenden Chlorogensäuren geringer ist und die Abbauprodukte des Trigonellin das Röstaroma verstärken. Nebenbei entsteht das Vitamin Nicotinsäure (Niacin, Vitamin B3) und ein guter Espresso kann 15 % des Tagesbedarfs decken.

### Mahlen
Während des Röstvorgangs finden Decarboxylierungen statt und das entstandene CO2 in der Bohne ist ein Schutzgas für die Aromastoffe, die vor der Oxydation durch den Luftsauerstoff geschützt sind, daher schmeckt ein Espresso mit frisch gemahlenen Bohnen aromatischer. Die mechanische Zerkleinerung durch das Mahlen erleichtert die Extraktion der dunklen Farbpigmente und der Aromastoffe. Eine ungeeignete Mahlung kann zur Erhitzung des Mahlgutes auf bis zu 100 °C führen, so dass eine ungeeignete Mühle die Qualität des Espresso verringern kann. Die Korngröße für Espresso sollte bei 0,3 mm bis 0,4 mm liegen, beispielsweise für Filterkaffee reichen 0,4 mm bis 0,6 mm. Eine breite Korngrößenverteilung ist dabei für den nachfolgenden Prozess und eine optimale Durchflusszeit besser als ein homogenes Pulver.

### Extraktion
Um den Espresso trinkfertig zu erhalten, werden die Inhaltsstoffe in der dritten Stufe mit heißem Wasser extrahiert. Langjährige Erfahrungen professioneller Baristas geben folgende optimale Parameter: 3,5 cm Siebradius, 30 ml Wasser, 6,5 ± 1,5 g Kaffeepulver, im Sieb angepresst mit rund 200 N, bei einem Druck von 9 ± 2 bar und einer Temperatur von 90 ± 5 °C. Bei der Extraktion fließt Wasser zunächst durch trockenes Pulver, sodass eine konstante Volumengeschwindigkeit mit dem tropfenden Getränk erst nach wenigen Sekunden eintritt, deshalb ist die Korngrößenverteilung wichtig. Eine gut dimensionierte Maschine sollte eine Tasse Espresso in 30 ± 5 Sekunden ergeben. Während dieser Zeit werden zwar nur 75 % des Koffeins gelöst, jedoch werden in der kurzen Zeit unerwünschte Inhalts- und Geschmacksstoffe vermieden. Die bei der Röstung in den Bohnen verbliebenen Lipide werden durch heißes Wasser geschmolzen und bilden zwischen den durchströmten Kaffeeteilchen eine Emulsion mit Tröpfchen zwischen 0,5 µm und 10 µm. In dieser Emulsion können sich die Aromastoffe lösen und in der heißen Flüssigkeit verbleiben, ohne sich zu verflüchtigen. Die Fettmenge in einem Espresso bleibt jedoch mit ca. 1 g relativ gering.

## Espressomaschine

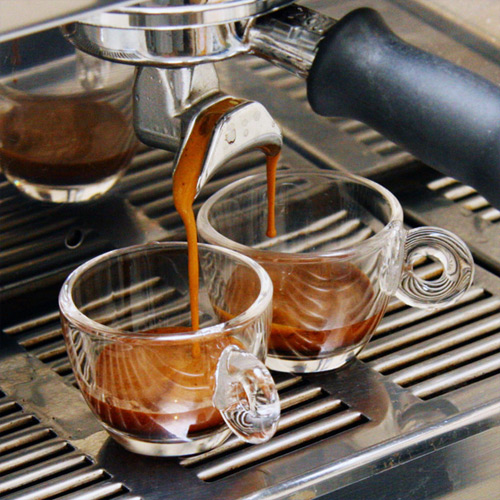
Italienische Espressomaschine

Die Espressomaschine wurde von einem Neapolitaner – der sich angeblich über die Langsamkeit der Kaffeezubereitung ärgerte – in Zusammenarbeit mit dem Mailänder Ingenieur Luigi Bezzera entwickelt. Bezzera gilt als Erfinder der Espressomaschine. Während der Prototyp des französischen Edouard Loysel de Santais bereits auf der Weltausstellung 1855 in Paris vorgestellt wurde, ging die erste Serienproduktion von Bezzera erst 1901 in die Läden Italiens und bald in alle Welt.

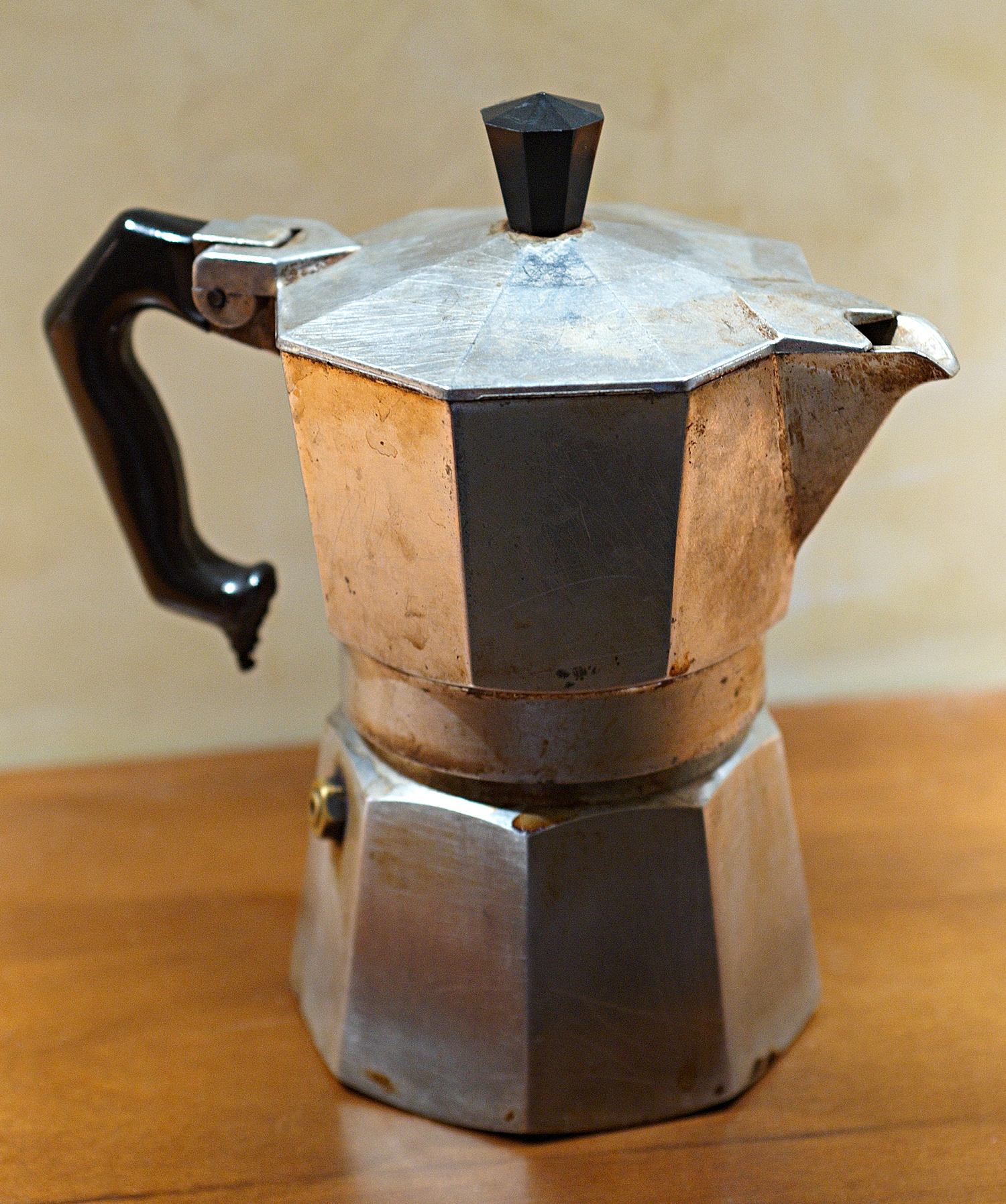
Espressokanne Moka
(klassische Bauform)

Trotz ihres Namens kann Espresso nicht in einer Espressokanne („Moka“) zubereitet werden. Ohne Pumpmechanismus kann entweder der nötige Druck nicht erreicht werden (nur bis 1,5 bar) oder die Temperatur wird zu hoch. Zu den Klassikern unter den Espressokannen gehört das 1933 von Alfonso Bialetti entworfene Modell Moka Express, das in seiner nahezu ursprünglichen Form produziert wird und weltweit in vielen Haushalten zu finden ist.

### Technik
Zur Zubereitung eines guten cremigen Espressos wird eine Siebträger-Espressomaschine benötigt. In dieser wird 88 °C bis 94 °C heißes Wasser bei einem Ausgangsdruck von etwa 9 bar durch sehr fein gemahlenes Kaffeemehl gepresst, welches vorab ins Sieb des Siebträgers gefüllt und vollflächig verteilt und festgedrückt wurde. Die Durchlaufzeit sollte etwa 25 Sekunden betragen, in denen aus 7–9 Gramm Kaffeemehl rund 25 ml Espresso entstehen. Läuft die passende Wassermenge schneller durch die Maschine, wird der Espresso fade und sauer. Läuft das Wasser zu lange durch das Kaffeemehl, lösen sich hingegen zu viele Bitterstoffe. Beeinflusst wird die Durchlaufzeit im Wesentlichen durch den Mahlgrad des Kaffeemehls sowie durch den Brühdruck der Maschine, den Anpressdruck des Kaffeemehls an das Sieb, die Lochanzahl und Lochgröße des Siebes und die Kaffeepulvermenge.

#### Maschinen
Man unterscheidet bei Espressomaschinen zwischen den folgenden Konstruktionen.
HandhebelmaschinenBei ihnen wird manchmal, jedoch nicht notwendigerweise eine starke Feder vorgespannt, die das Wasser durch einen Kolben und den Siebträger drückt; der Druck kann jedoch auch rein manuell mit einem Handhebel erzeugt und so die Schaumigkeit reguliert werden (Pavoni); typischerweise werden sie in massiver Bauweise aus Messing, Kupfer und Chrom und mit nostalgischem Design gebaut.
Halbautomatenunterscheiden sich von Hebelmaschinen durch eine eingebaute Pumpe (oft eine Vibrationspumpe, Rotationspumpe bei Festwasseranschluss), die den Druck erzeugt; typischerweise bestehen bei vielen Haushaltsmaschinen nur der Brühkessel und das Gehäuse aus massivem Metall, bei den Leitungen und Zuführungen werden dagegen Kunststoff-Schläuche verbaut.
Vollautomatensind Maschinen mit einem kompletten Zubereitungssystem aus Mühle, Stampfbehälter, Membranen und Pumpen, die Bohnen aus einem Behälter entnehmen, mahlen, pressen und brühen; typischerweise besitzen sie keinen sichtbaren Siebträger und bestehen – bis auf sichtbare Teile – fast ganz aus Kunststoff und haben ein modern-technisches Design mit Schaltern oder Tastern und LC- oder LED-Displays.
Darüber hinaus unterscheidet man Einkreis- und Zweikreis-Maschinen.
- Bei Einkreisern existiert nur ein Wasserweg und die Temperatur muss zwischen Brühwasser- und Dampfbezug umgeschaltet werden, was zu Wartezeiten durch Aufheizen oder Herunterkühlen führt.
- Zweikreiser verfügen dagegen über je einen eigenen Kreislauf für Dampf und Brühwasser. So kann gleichzeitig Brühwasser und Dampf zum Milchschäumen bezogen werden.

#### Espressomühle

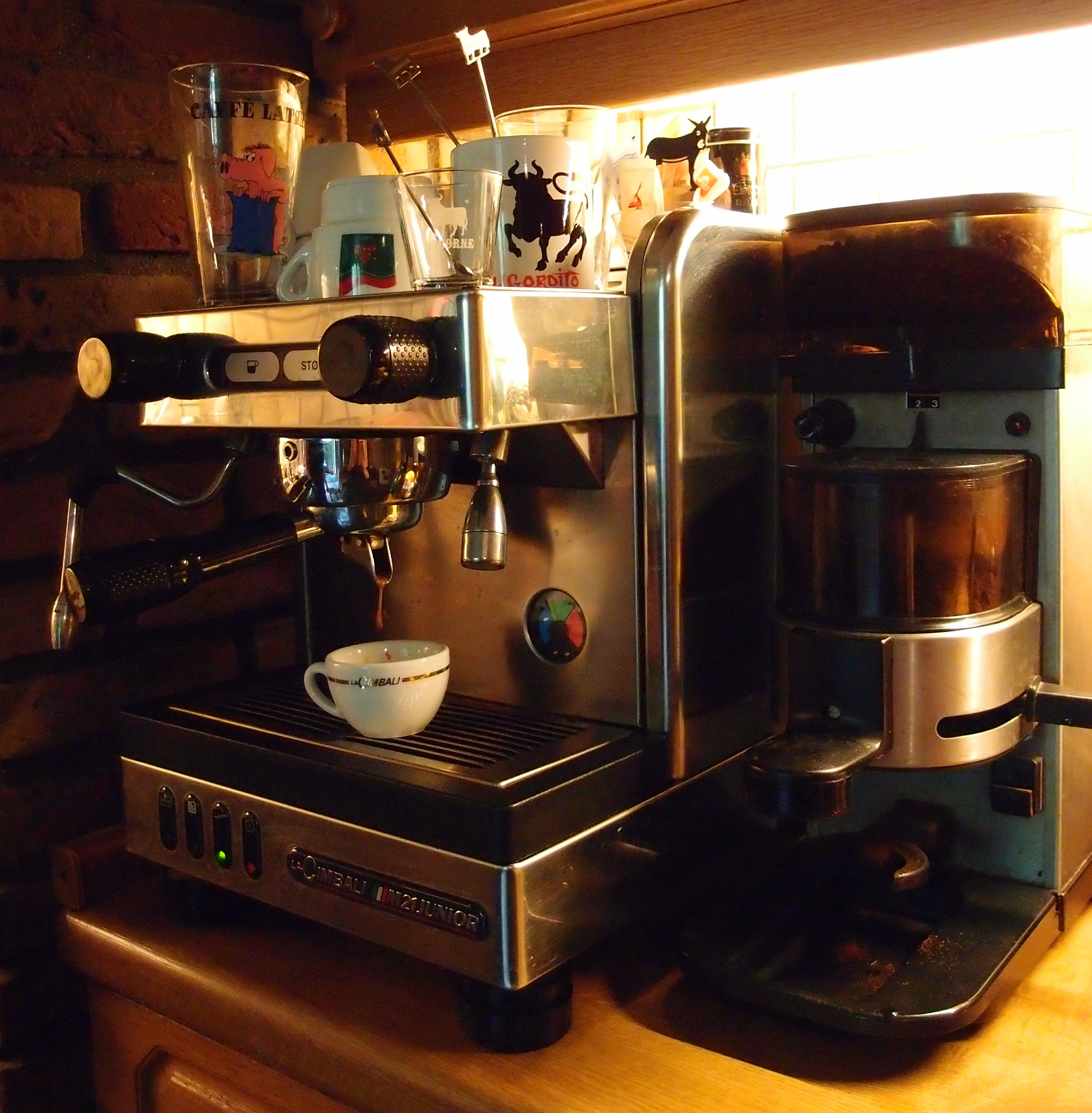
Espressomühle (rechts)

Eine weitere technische Komponente von Bedeutung für die Qualität von Espresso ist die Mühle. An die Espressomühle werden besondere Anforderungen gestellt.
Sie muss die Bohnen nicht nur besonders fein mahlen können, sondern das Mehl muss eine besonders gleichmäßige Körnung aufweisen. Kaffeemühlen oder Schlagwerke sind für die Zubereitung von Espressomehl nicht geeignet. Die hohen Anforderungen an die Präzision erklären die hohen Preise für Espressomühlen. Brüht man einen Espresso aus Mehl, dessen Partikel ungleichmäßig groß sind, sind zwei Szenarien denkbar: Ist der Brühvorgang auf die kleinen Partikel abgestimmt, dann werden die Aromen der dickeren Partikel nicht optimal gelöst und gelangen nicht in den Espresso. Ist der Vorgang hingegen auf die größeren Partikel abgestimmt, dann lösen sich aus den kleinen Partikeln gegen Ende des Brühvorgangs unerwünschte Bitterstoffe, die den Geschmack des Kaffees beeinträchtigen.

#### Pressino
Die Qualität entsteht beim Pressen, das ist das Andrücken des Kaffeemehls im Siebträger mit Hilfe eines stempelförmigen „Kaffeestampfers“ (italienisch pressino, englisch tamper). Damit die Durchlaufzeit bei ungefähr 25 Sekunden liegt, ist bei stärkerem Anpressdruck der Mahlgrad gröber, bei weniger Anpressdruck feiner eingestellt.

### Typische Werte
Das Istituto Nazionale Espresso Italiano ‚Nationales Institut für italienischen Espresso‘ empfiehlt die folgenden Kriterien:
- notwendige Menge an gemahlenem Kaffee = 7 g ± 0,5 g
- Wassertemperatur am Ausgang des Aggregats = 88 °C ± 2 °C
- Getränktemperatur in der Tasse = 67 °C ± 3 °C
- Druck der Wassereingabe = 9 bar ± 1 bar[16]
- Durchlaufzeit = 25 Sekunden ± 5 Sekunden
- Viskosität bei 45 °C > 1,5 mPa·s
- Gesamtfettgehalt > 2 mg/ml
- Koffein < 100 mg/Tasse
- Volumen in der Tasse (einschließlich Crema) = 25 ml ± 2,5 ml

Ein anderes Labor gibt als ideale Zubereitung:
- Menge Espressobohnen: 6,95 g
- Partikelgröße für Espressoextraktion: ≈200–250 µm
- Wassertemperatur: 92 °C
- Druck Wassereingabe: 9,3 bar
- Durchlaufzeit: 25 s

### Fehler bei der Zubereitung
| Fehler                 | Ursache |           |           |
| Geschmack              | Geschmack | Geschmack | Geschmack |
| ---------------------- | --- | --------- | --------- |
| Bitterer Geschmack     | zu hohe Brühtemperatur, Bohnen zu fein gemahlen oder zu stark komprimiert, zu lange Durchlaufzeit, zu viel Kaffeemehl, zu hoher Druck                                                               |           |           |
| Saurer Geschmack       | zu saures Wasser, zu niedrige Brühtemperatur, Bohnen zu grob gemahlen, zu weiches Wasser, zu helle Röstung, zu kurze Durchlaufzeit, falsche Kaffeesorte (Filterkaffeeröstung statt Espressoröstung) |           |           |
| Fremdgeschmack         | schlechte Bohnenqualität, Bohnen überlagert, gechlortes Wasser, falsche Kaffeesorte |           |           |
| Zu wenig Aroma         | zu wenig Kaffeemehl, Kaffee zu alt, Bohnen zu grob gemahlen oder zu wenig komprimiert, zu viel Wasser                                                                                               |           |           |
| Crema                  | |           |           |
| Zu wenig Crema         | Bohnen zu grob gemahlen oder zu wenig komprimiert, Kaffee zu alt, Tasse oder Maschine verunreinigt                                                                                                  |           |           |
| Crema zu dunkel        | Bohnen zu fein gemahlen oder zu stark geröstet, Brühtemperatur zu hoch |           |           |
| Crema zu hell          | Bohnen zu alt oder zu grob gemahlen oder zu wenig komprimiert, Brühtemperatur zu niedrig |           |           |
| Crema hat keinen Stand | Tasse zu kalt oder zu heiß, Wasserdruck zu niedrig |           |           |

Die richtige Einstellung des Mahlwerkes bestimmt die Extraktion:
- Wird die Kaffeebohne feiner gemahlen, so werden insgesamt mehr Stoffe extrahiert.
- Ist die Einstellung zu fein, verlängert sich die Kontaktzeit des heißen Wassers zu stark und es werden übermäßig viele Bitterstoffe extrahiert. Auch die Crema verschwindet wieder.

Die Variation des Mahlgrads bewirkt eine ungleich größere Veränderung im Ergebnis als die Kompression des Kaffeemehls im Siebträger. Der Einfluss wie durch die Variation des Mahlgrades ist durch unterschiedlich starken Anpressdruck des Kaffeemehls im Siebträger zu erzielen.

## Variationen

### Italienische Variationen

#### Espressovariationen
Mischung und die Namen in den jeweiligen Ländern:
- 7 g Kaffee + 25 ml Wasser = portugiesisch Bica, spanisch Café solo, italienisch Caffè, deutsch Espresso, in Italien ist dies, was in Deutschland als Espresso verstanden wird.
- 7 g Kaffee + 25 ml Wasser + kühlen und rühren = italienisch Granita di Caffè (granita ‚fein gestoßen‘: gefrorener Espresso) Durch Rühren wird die Eisblockbildung verhindert. Es entstehen Espressokristalle.
- 7 g Kaffee + 25 ml Wasser + Wasser und Zucker + eisig kühlen = italienisch Caffè freddo: mit Wasser verlängerter, stark gesüßter und eisgekühlter Espresso. Er wird meist nur in den Sommermonaten in italienischen Bars serviert.
- 7 g Kaffee + 25 ml Wasser + 25–50 ml heißes Wasser = italienisch Caffè americano: Ein Espresso wird nachträglich mit derselben oder doppelten Menge heißen Wassers gemischt. Wird in umgekehrter Reihenfolge der Espresso auf das Wasser gegeben, sodass die Crema erhalten bleibt, nennt man dies auch Long Black.

Andere Mengen:
- 7 g Kaffee + 15 ml Wasser = portugiesisch Italiana, italienisch Caffè ristretto, deutsch Espresso ristretto, ristretto ‚eng, beschränkt‘: ein sehr konzentrierter und damit starker Espresso (geringere Wassermenge: 15 ml).
- 7 g Kaffee + 50 ml Wasser = portugiesisch Bica cheia, italienisch Caffè lungo, deutsch Espresso lungo, lungo ‚lang‘: Ein verlängerter Espresso mit der doppelten Wassermenge bei gleicher Kaffeemenge heißt Espresso lungo.
- 14 g Kaffee + 50 ml Wasser = portugiesisch Bica dupla, italienisch Caffè doppio, deutsch Doppelter Espresso doppio ‚doppelt‘: die zweifache Menge Espresso, d. h. 50 ml.
- 14 g Kaffee + 30 ml Wasser = portugiesisch Bica dupla curta, italienisch Ristretto doppio, deutsch Doppelter Ristretto: die zweifache Menge eines Ristretto, effektiv ein Espresso mit doppelt so viel Kaffeepulver zubereitet.

#### Espresso mit verschiedenen Zutaten und Serviermethoden

##### Mit Spirituosen
7 g Kaffee + 25 ml Wasser + Spirituose = portugiesisch Café com cheirinho, italienisch Caffè corretto: Caffè corretto (auch Espresso corretto): ein „verbesserter“ Kaffee, der mit Spirituosen, in der Regel mit einem Schuss Grappa, „korrigiert“ wird.

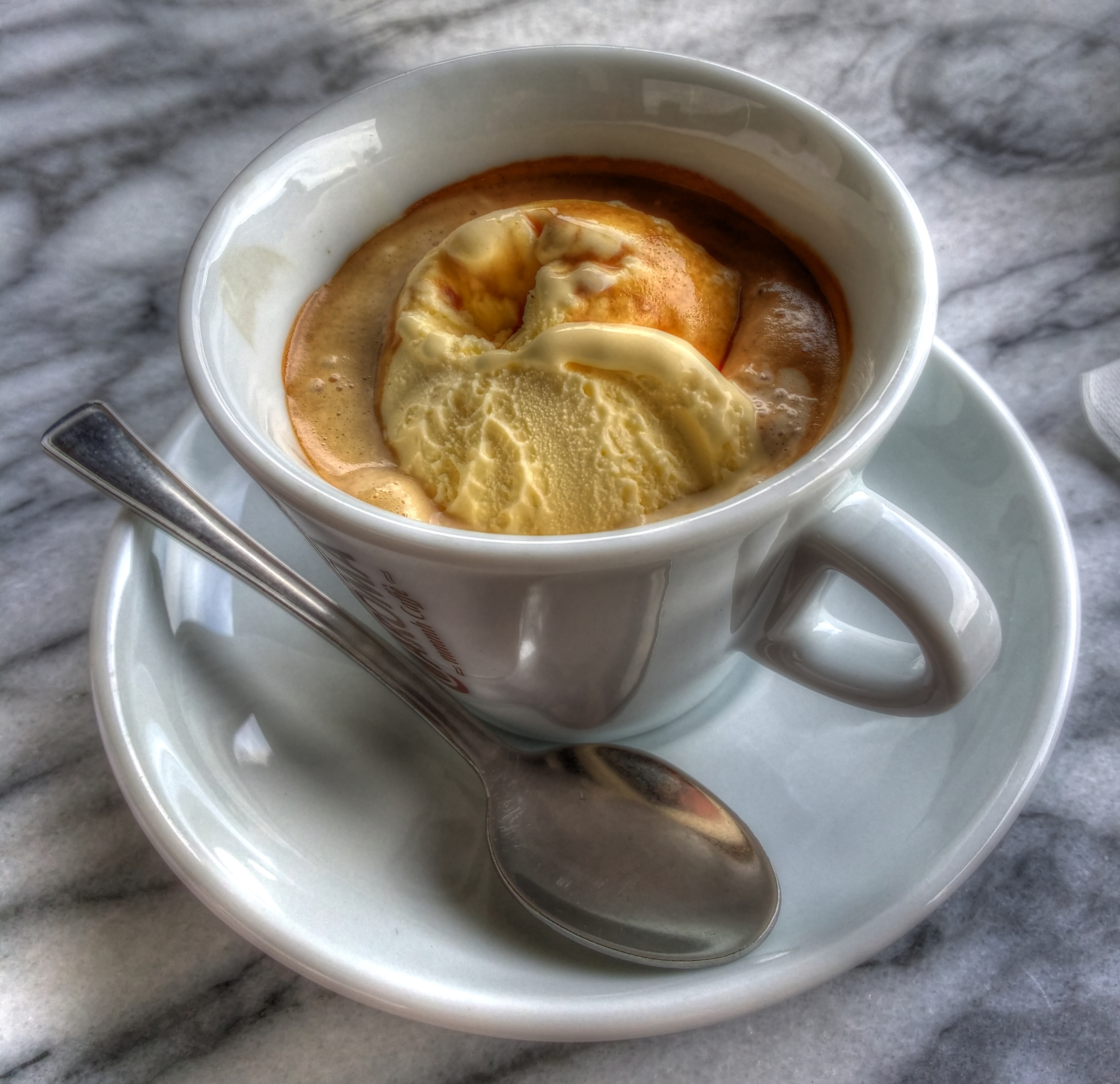
Espresso mit Vanilleeis (Affogato)

##### Mit Speiseeis
Affogato, mit meistens einer Kugel Vanilleeis, gelegentlich auch mit anderen Milcheissorten, wie Nuss- oder Schokoladeneis.

##### Mit wenig Milch
- 7 g Kaffee + 25 ml Wasser + kleiner Schluck geschäumter Milch = italienisch Caffè macchiato caldo oder Macchiato, mitunter Espresso macchiato caldo (deutsch warm befleckter Espresso). In Italien gießt man den Espresso zur Verfeinerung oft mit einem kleinen Schluck Milchschaum auf. Der (Caffè/Espresso) Macchiato Caldo wird häufig mit einer kleinen Haube aus aufgeschäumter Milch gekrönt.
- 7 g Kaffee + 25 ml Wasser + kleiner Schluck kalter Milch = portugiesisch Bica pingada, italienisch Caffè macchiato freddo: auch Espresso macchiato freddo. Der Macchiato Freddo wird mit einem kleinen Schluck kalter (Frisch-)Milch „befleckt“.

##### Mit mehr Milch
- Cappuccino: Der bekannte Cappuccino besteht aus einem Espresso, zu dem geschäumte Milch gegeben wird. Nach kurzer Zeit setzt sich die Schaumschicht oben ab. Der Name des Cappuccinos leitet sich vermutlich von den Kapuzinern ab. Er spielt auf den braunen Habit der Kapuziner (italienisch cappuccini) im Zusammenhang mit der Milchschaumhaube an.
- Latte macchiato (deutsch gefleckte Milch): ist ein italienisches Kindergetränk, welches fast ausschließlich aus warmer Milch besteht, welcher etwas Espresso untergemischt wird. In Deutschland hat sich eine abgewandelte Form unter diesem Namen entwickelt. Diese besteht aus drei Schichten: einer untersten Schicht heißer Milch (2⁄3), einer obersten Schicht geschäumter Milch (1⁄3) und einem Espresso, der vorsichtig (über einen Löffelrücken) durch den Milchschaum hindurchgegossen wird. Da die kühlere fetthaltige Milch eine höhere Dichte als der heiße Espresso hat, schwimmt der Kaffee auf der Milch. Bei pflanzlichem Milchersatz fördern Hefe- und Sojaanteile die Schäum- und Schwimmfähigkeit.
- Caffè Latte: Ein oft zu Hause zum Frühstück getrunkener Milchkaffee, der meist in einer Schale serviert wird. Zu Hause wird er nicht aus klassischem Espresso, sondern mit Kaffee aus einer Moka-Kanne zubereitet, der mit heißer Milch aufgefüllt wird. Selten wird zusätzlich Milchschaum verwendet.

##### Mit Schokolade oder Kakao
- Marocchino: Der echte Marocchino wird mit einem Teelöffel Schokolade, Espresso, Milchschaum und reinem Kakaopulver zubereitet. Die geschmolzene Schokolade wird mit kreisenden Bewegungen an der Glasinnenwand verteilt und mit einem Espresso aufgegossen. Zwei bis drei Teelöffel Milchschaum werden abschließend mit viel Kakaopulver bestäubt.
- Bicerin: Ist eine Espressovariante aus Turin und besteht zu gleichen Teilen aus Espresso und heißer Schokolade. Den Abschluss bildet eine Haube aus leicht geschlagener Sahne.

##### In der Tasse oder im Glas

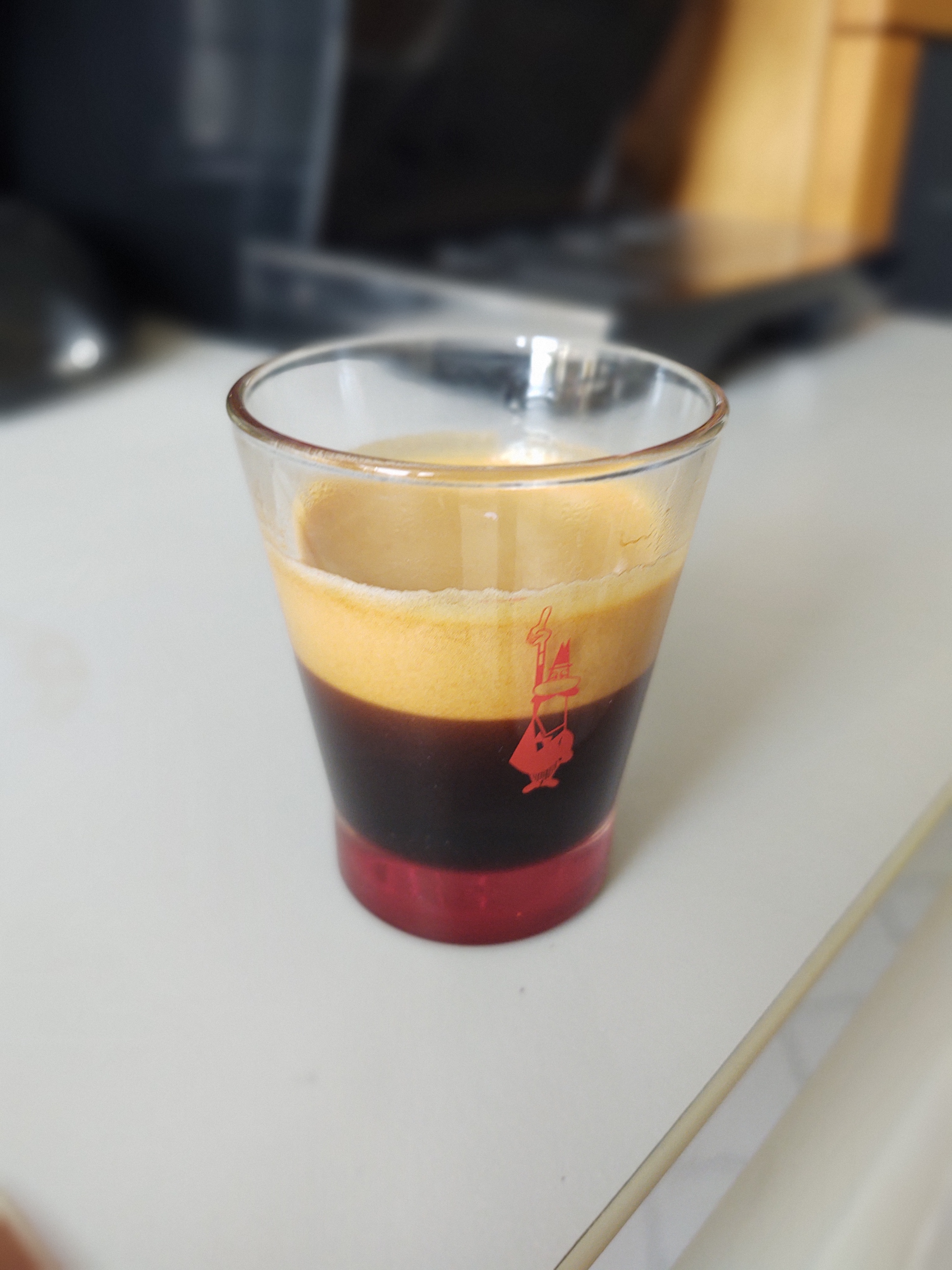
Espresso im traditionellen Glas serviert

In Italien teilen sich die Konsumvorlieben in zwei Lager: Die, die den Espresso lieber aus der Tasse oder jene, die ihn aus dem Glas trinken wollen. Die Vorteile des Espresso im Glas sollen die bessere Sichtbarkeit der Farbe des Kaffees und seiner Crema sowie ihre bessere Höhe und Konsistenz sein. Nachteil hingegen soll das schnellere Abkühlen des Kaffees sein.

### Portugiesische Variationen
- Bica: Entspricht dem einfachen Espresso.
- Garoto: Espresso und Milch zu etwa gleichen Teilen, wird in einer Espressotasse serviert
- Cafe Pingado: Entspricht dem Espresso mit einem Tropfen Milch.
- Italiana: Entspricht einem kurzen Espresso.
- Galão und Meia de leite: Entsprechen einem Milchkaffee oder Cappuccino.

### Spanische Variationen

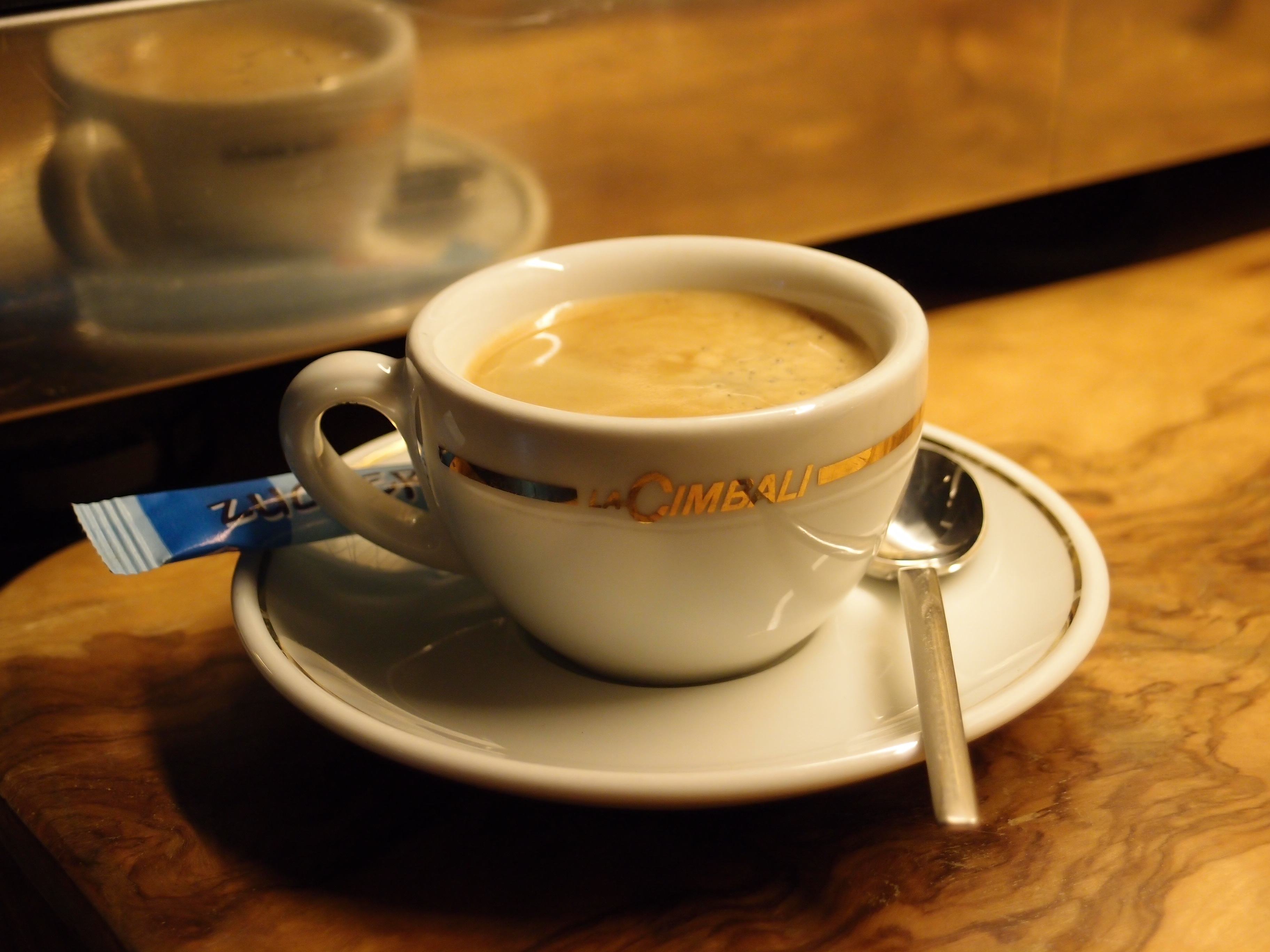
Café solo

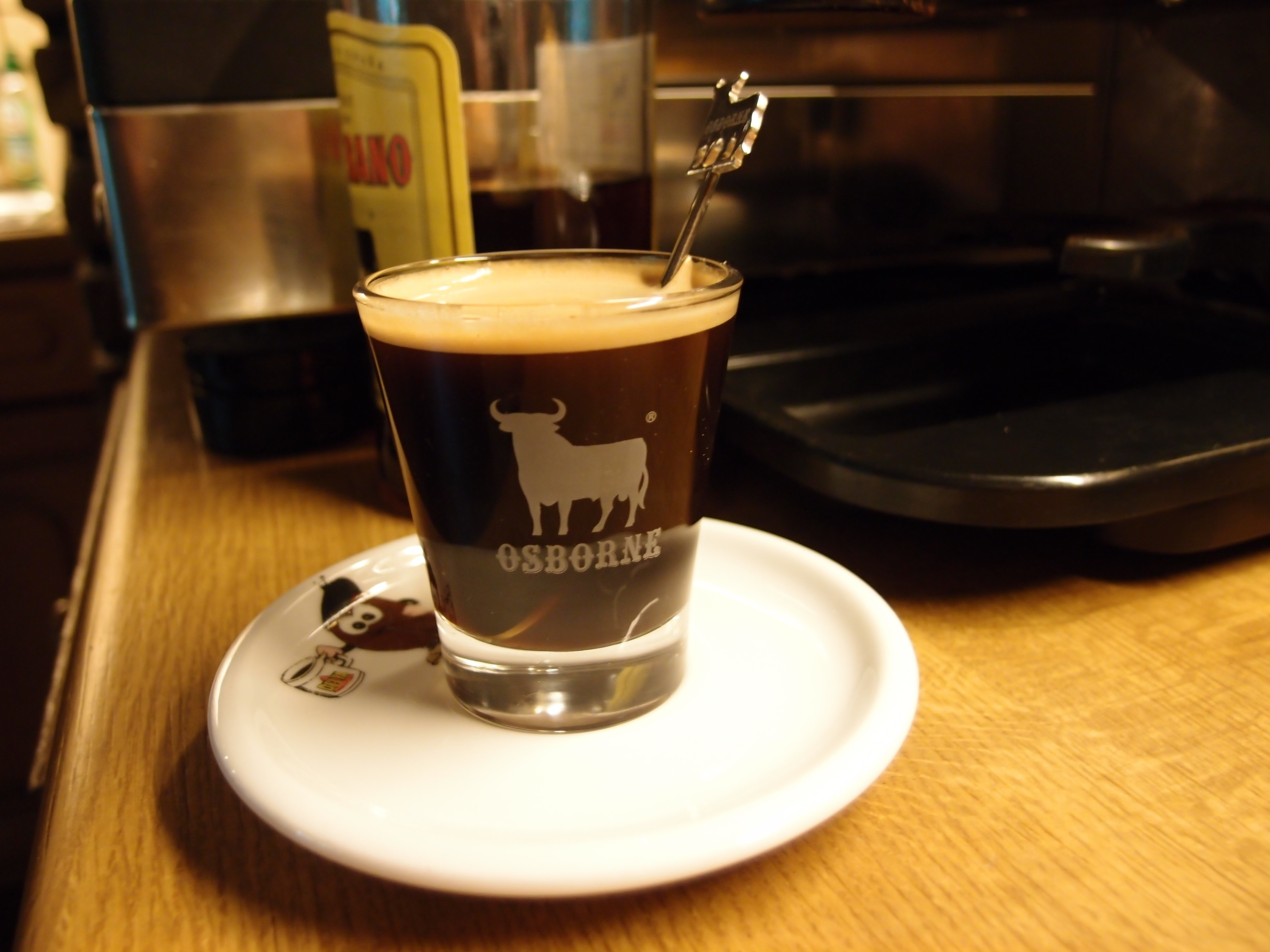
Carajillo mit Brandy, in einem traditionellen Glas

- Café solo (spanisch solo ‚allein‘): entspricht dem einfachen Espresso
- Café cortado oder meist nur: Cortado (spanisch cortado ‚gekürzt, geschoren, geschnitten‘): In dieser spanischen Variante trinkt man den Espresso ebenfalls mit wenig Milch, jedoch mit mehr als beim „Espresso macchiato“.
- Cortado leche leche: kanarische Spezialität, wie Cafe cortado mit zusätzlicher Verwendung einer gesüßten Creme aus Kondensmilch. Wird im Glas serviert.
- Café Bombón: Gezuckerte Kondensmilch im Glas und darauf einen Espresso, auch „Cortado con leche condensada“.
- Carajillo: In Spanien war es früher unter Arbeitern Tradition, morgens vor der Arbeit einen Espresso mit Anislikör zu trinken. Wie der Cortado wird dieser Carajillo nicht aus Tassen, sondern aus kleinen hitzebeständigen Gläsern getrunken. In spanischen Bars wird unter Carajillo üblicherweise ein Espresso mit spanischem Brandy verstanden.
- Café con hielo (spanisch con hielo ‚mit Eis‘) oder Café del tiempo (spanisch für ‚Kaffee der Jahreszeit‘): Bestellt man in Spanien einen Café con hielo erhält man eine übliche Espressotasse und zusätzlich ein weiteres, mit Eiswürfeln gefülltes Glas. Der Espresso wird gegebenenfalls gesüßt und in das Glas mit den Eiswürfeln gegossen und getrunken.
- Romano (Südamerikanisch/Spanisch): Espresso + 1 kleine Scheibe Zitrone
- Barraquito: Diese kanarische Spezialität besteht aus gesüßter Kondensmilch, einem Spritzer Orangenlikör, einer Zitronenzeste. Darauf wird der Espresso aufgefüllt, so dass sich die Flüssigkeiten nicht vermischen. Darauf wird eine Milchhaube gesetzt und mit etwas Zimtpulver bestäubt.

### Weitere Variationen
Insbesondere durch amerikanische Kaffeehausketten wie Starbucks wurden zahlreiche Neuschöpfungen auf den Markt gebracht, häufig in Variationen mit Milch und Sirupsorten diverser Geschmacksrichtungen. Oft wird versucht, durch die Namensgebung italienische Assoziationen zu wecken:
- Caffè moca: Diese Variante besteht aus 1⁄3 Espresso, 2⁄3 heißer Milch und 1–2 Esslöffel Schokoladensirup oder flüssiger Schokolade, dazu einer Milchschaum- oder Sahnehaube. In der Regel wird der Caffè moca in einem hohen Glas serviert
- Micro moca: Diese Variante besteht aus 1⁄2 Espresso, 1⁄2 heißer Milch und 1⁄2 Teelöffel Kakao oder flüssiger Schokolade, dazu einer Milchschaum- oder Sahnehaube, der Micro moca wird in einer Espressotasse serviert

## Preis-Besonderheiten in Italien
- Preis „al banco“: In Italien legt die jeweilige Kommune den Maximalpreis eines Espresso an der Bar (al banco ‚im Stehen‘ am Tresen) fest. Dieser lag im Jahr 2020 in ganz Italien bei maximal 1,20 Euro.[20]
- Preis „coperto“: Erst wenn man seinen Espresso im Sitzen am Tisch einnimmt, kommt eine Servicegebühr (coperto) hinzu und an besonderen touristischen Orten wie am Markusplatz in Venedig eventuell ein erwarteter Obolus für die Livemusik.
- Freiwilliger Sozial-Preis Sospeso (deutsch: Aufgehobener) Espresso mit sozialem Mehrwert, also ein Espresso für einen guten Zweck. Der Sospeso ist in der neapolitanischen Tradition des Helfens begründet. Wenn man einen erfolgreichen Tag hatte oder einfach einen sozialen Beitrag leisten will, trinkt man einen Sospeso – man trinkt einen Espresso und bezahlt zwei. Wer sich selbst keinen Espresso leisten kann, kann nach diesem „Aufgehobenen“ fragen und ihn kostenlos trinken. Menschen, denen es finanziell schlecht geht, können dadurch am sozialen Leben teilhaben.

## Aphorismus zum Espresso
Ein dem französischen Politiker Charles-Maurice de Talleyrand-Périgord zugesprochener Aphorismus über den Kaffee ist ins allgemeine Wortgut zur Beschreibung eines guten Espresso eingegangen: „Er muss heiß wie die Hölle, schwarz wie der Teufel, rein wie ein Engel und süß wie die Liebe sein.“